# NGC 6706
NGC 6706 (również PGC 62596) – galaktyka eliptyczna (E-S0), znajdująca się w gwiazdozbiorze Pawia. Odkrył ją John Herschel 8 czerwca 1836 roku.